# Pseudosubulina cheatumi
Pseudosubulina cheatumi är en snäckart som beskrevs av Henry Augustus Pilsbry 1950. Pseudosubulina cheatumi ingår i släktet Pseudosubulina och familjen Spiraxidae. Inga underarter finns listade i Catalogue of Life.